# Боаркъшу
Боаркъшу е река в Румъния, която извира в окръг Арджеш и е приток на Дъмбовица.